# Madeline (série de livres)
Vous pouvez aider à l'améliorer ou bien discuter des problèmes sur sa page de discussion.
- Il ne cite pas suffisamment ses sources. Vous pouvez indiquer les passages à sourcer avec {{référence nécessaire}} ou {{Référence souhaitée}}, et inclure les références utiles en les liant aux notes de bas de page. (Marqué depuis octobre 2024)
- Il est orphelin : moins de trois articles lui sont liés. Aidez à ajouter des liens en plaçant le code [[Madeline (série de livres)]] dans les articles relatifs au sujet. (Marqué depuis octobre 2024)

- Archive Wikiwix
- Bing
- Cairn
- DuckDuckGo
- E. Universalis
- Gallica
- Google
- G. Books
- G. News
- G. Scholar
- Persée
- Qwant
- (zh) Baidu
- (ru) Yandex
- (wd) trouver des œuvres sur Wikidata

La série Madeline est une série de livres faisant partie de la franchise Madeline. Les livres sont écrits par Ludwig Bemelmans.

## Ouvrages
- Madeline (1939) (en)
- Le sauvetage de Madeline (en)
- Madeline et le mauvais chapeau (en)
- Le Noël de Madeline (en)
- Madeline et les gitans (en)
- Madeline à Londres (en)